# Вєтров Радій Іванович
Вєтров Радій Іванович — відомий український науковець, доктор історичних наук, професор, більше 40 років працював в Дніпродзерджинському державному технічному університеті.

## Наукова біографія
Народився 10 грудня 1930 р. у м. Харків. У 1960 р. закінчив з відзнакою (червоний диплом) історичне відділення історико-філологічного факультету Казанського державного університету (КДУ), де потім працював асистентом (1961), старшим викладачем (1964) кафедри історії. У 1966 р. захистив кандидатську дисертацію у КДУ.
З серпня 1967 року працював у Дніпродзержинському державному технічному університеті: спочатку доцентом кафедри історії; з 1968 по 1999 рр. працював завідувачем кафедри історії ДДТУ.
У 1986 році захистив докторську дисертацію «Боротьба більшовицьких організацій України проти дрібнобуржуазних партій в період підготовки та проведення Жовтневої революції (березня 1917 — січня 1918 рр.)» у Київському державному університеті імені Тараса Шевченка. У 1988 р. отримав наукове звання професора кафедри історії — 07.00.01 — історія України.
Основний напрямок наукової роботи Вєтрова Р. І.– історія українських і загальноросійських політичних партій України в першу третину ХХ ст.

## Основні публікації
Автор майже 300 наукових праць, серед яких:
- «Победа Октябрьской революции и банкротство меньшевиков на Украине». — Харьков, –1983 — 145с.;
- «Октябрьская революція и банкротство эсеров на Украине». — Днепродзержинск. — 1983. — 88с.;
- «Політичні партії України на початку ХХ ст.». — Дніпродзержинськ. — 1997. — 118с.;
- «Політичні партії України в першій чверті ХХ ст. (1900—1925 рр.)». — Дніпродзержинськ. — 2001. — 245с.;
- «Ліквідація багатопартійності в Україні (1920—1925 рр.)». — Дніпродзержинськ. — 2007. — 344с. та інші.

## Нагороди
- почесне звання «Заслужений працівник вищої школи УРСР» (1987 р.);
- нагороджений Орденом «Знак Пошани» (1981 р.) та 5 медалями, в тому числі медаллю «За освоєння цілинних земель» (1957 р.);
- нагороджений 5-ма медалями, в тому числі — «За освоєння цілинних земель» (1957 р.)
- «За сумлінну працю» (1970 р.);
- «Ветеран праці» (1987 р.);
- «Захисник Вітчизни» (1999 р.);
- «60 років Перемоги у ВВВ 1941—1945 рр.» (2005 р.)